# Массак-Серан
Масса́к-Сера́н (фр. Massac-Séran, окс. Maçac) — коммуна во Франции, находится в регионе Юг — Пиренеи. Департамент — Тарн. Входит в состав кантона Лавор-Кокань. Округ коммуны — Кастр.
Код INSEE коммуны — 81159.

## География
Коммуна расположена приблизительно в 590 км к югу от Парижа, в 39 км восточнее Тулузы, в 40 км к юго-западу от Альби.

## Климат
Климат умеренно-океанический. Зима мягкая и дождливая, лето жаркое с частыми грозами. Ветры довольно редки.

## Население
Население коммуны на 2010 год составляло 321 человек.
| 1962 | 1968 | 1975 | 1982 | 1990 | 1999 | 2010 |
| ---- | ---- | ---- | ---- | ---- | ---- | ---- |
| 253  | 227  | 207  | 227  | 246  | 177  | 321  |

## Администрация
| Период | Период | Фамилия      | Партия | Примечания |
| ------ | ------ | ------------ | ------ | ---------- |
| 2001   | 2014   | Ги Ренье     |        |            |
| 2014   | 2020   | Вивиан Боном |        |            |